# Mychommatus
Mychommatus es un género de escarabajos de la familia Buprestidae.

## Especies
- Mychommatus delaunayi Thery, 1947
- Mychommatus marinus Curletti, 2002
- Mychommatus violaceus (Fabricius, 1787)